# Đội tuyển bóng đá quốc gia Liban
Đội tuyển bóng đá quốc gia Liban (tiếng Ả Rập: المنتخب اللبناني لكرة القدم; tiếng Pháp: Équipe du Liban de football) là đội tuyển cấp quốc gia của Liban do Hiệp hội bóng đá Liban (FLFA) quản lý. Liên đoàn được ngài Nassif Majdalani, người được coi như là cha đẻ của nền thể thao Liban thành lập vào năm 1933. Một năm sau đó đội tuyển quốc gia Liban có trận đấu đầu tiên, gặp đội bóng Altak đến từ Rumani tại Beirut. Liban cũng chính thức trở thành thành viên của FIFA ngay từ năm 1936. Nhưng do cuộc nội chiến kéo dài từ năm 1975 cho đến năm 1991 khiến bóng đá tại quốc gia này không có được sự phát triển trong điều kiện thuận lợi nhất. Đội tuyển chưa bao giờ vượt qua được vòng loại của một kỳ World Cup. Giải đấu quốc tế lớn duy nhất họ được góp mặt là Cúp bóng đá châu Á với ba lần tham dự vào các năm 2000, 2019 và 2023, tuy nhiên đều không vượt qua được vòng bảng.
Tại vòng loại World Cup 2014 khu vực châu Á, sau trận đại bại 0–6 trước đối thủ trên cơ Hàn Quốc tại Goyang, Liban liên tục thăng hoa và gây bất ngờ khi hạ UAE 3–1, hòa Kuwait tại Beirut 2–2, đánh bại chính Kuwait tại thành phố sân khách với tỷ số tối thiểu, đặc biệt, "trả nợ" Hàn Quốc 2–1. Kết thúc vòng loại thứ 3, họ đứng nhì bảng và giành quyền dự vòng loại cuối cùng của World Cup 2014. Dù vậy, đội kết thúc bét bảng với 5 điểm, thắng 1, hòa 2 và thua 5, ghi 3 bàn thắng và thủng lưới 12 bàn.

## Danh hiệu
- Vô địch cúp Ả Rập: 0

Hạng ba: 1963

## Thành tích

### Cấp thế giới

#### World Cup
| Thành tích tại World Cup | Thành tích tại World Cup |
| Năm                      | Thành tích               |
| ------------------------ | ------------------------ |
| 1930                     | Không tham dự            |
| 1934                     | Không tham dự            |
| 1938                     | Không tham dự            |
| 1950                     | Không tham dự            |
| 1954                     | Không tham dự            |
| 1958                     | Không tham dự            |
| 1962                     | Không tham dự            |
| 1966                     | Không tham dự            |
| 1970                     | Không tham dự            |
| 1974                     | Không tham dự            |
| 1978                     | Không tham dự            |
| 1982                     | Không tham dự            |
| 1986                     | Bỏ cuộc                  |
| 1990                     | Không tham dự            |
| 1994                     | Không vượt qua vòng loại |
| 1998                     | Không vượt qua vòng loại |
| 2002                     | Không vượt qua vòng loại |
| 2006                     | Không vượt qua vòng loại |
| 2010                     | Không vượt qua vòng loại |
| 2014                     | Không vượt qua vòng loại |
| 2018                     | Không vượt qua vòng loại |
| 2022                     | Không vượt qua vòng loại |
| 2026                     | Không vượt qua vòng loại |
| Tổng cộng                | 0/9                      |

### Cấp châu lục

#### Cúp bóng đá châu Á
| 1956                                            | Không tham dự            | Không tham dự            | Không tham dự            | Không tham dự            | Không tham dự            | Không tham dự            | Không tham dự            | Không tham dự            | Không tham dự            | Không tham dự               | Không tham dự               | Không tham dự               | Không tham dự               | Không tham dự               | Không tham dự               | Không tham dự               | Không tham dự | Không tham dự |
| 1960                                            | Không tham dự            | Không tham dự            | Không tham dự            | Không tham dự            | Không tham dự            | Không tham dự            | Không tham dự            | Không tham dự            | Không tham dự            | Không tham dự               | Không tham dự               | Không tham dự               | Không tham dự               | Không tham dự               | Không tham dự               | Không tham dự               | Không tham dự | Không tham dự |
| 1964                                            | Không tham dự            | Không tham dự            | Không tham dự            | Không tham dự            | Không tham dự            | Không tham dự            | Không tham dự            | Không tham dự            | Không tham dự            | Không tham dự               | Không tham dự               | Không tham dự               | Không tham dự               | Không tham dự               | Không tham dự               | Không tham dự               | Không tham dự | Không tham dự |
| 1968                                            | Không tham dự            | Không tham dự            | Không tham dự            | Không tham dự            | Không tham dự            | Không tham dự            | Không tham dự            | Không tham dự            | Không tham dự            | Không tham dự               | Không tham dự               | Không tham dự               | Không tham dự               | Không tham dự               | Không tham dự               | Không tham dự               | Không tham dự | Không tham dự |
| 1972                                            | Không vượt qua vòng loại | Không vượt qua vòng loại | Không vượt qua vòng loại | Không vượt qua vòng loại | Không vượt qua vòng loại | Không vượt qua vòng loại | Không vượt qua vòng loại | Không vượt qua vòng loại | Không vượt qua vòng loại | 3/7                         | 5                           | 2                           | 0                           | 3                           | 6                           | 10                          |               |               |
| 1976                                            | Bỏ cuộc                  | Bỏ cuộc                  | Bỏ cuộc                  | Bỏ cuộc                  | Bỏ cuộc                  | Bỏ cuộc                  | Bỏ cuộc                  | Bỏ cuộc                  | Bỏ cuộc                  | Bỏ cuộc                     | Bỏ cuộc                     | Bỏ cuộc                     | Bỏ cuộc                     | Bỏ cuộc                     | Bỏ cuộc                     | Bỏ cuộc                     | Bỏ cuộc       | Bỏ cuộc       |
| 1980                                            | Không vượt qua vòng loại | Không vượt qua vòng loại | Không vượt qua vòng loại | Không vượt qua vòng loại | Không vượt qua vòng loại | Không vượt qua vòng loại | Không vượt qua vòng loại | Không vượt qua vòng loại | Không vượt qua vòng loại | 3/4                         | 3                           | 1                           | 1                           | 1                           | 2                           | 1                           |               |               |
| 1984                                            | Bỏ cuộc                  | Bỏ cuộc                  | Bỏ cuộc                  | Bỏ cuộc                  | Bỏ cuộc                  | Bỏ cuộc                  | Bỏ cuộc                  | Bỏ cuộc                  | Bỏ cuộc                  | Bỏ cuộc                     | Bỏ cuộc                     | Bỏ cuộc                     | Bỏ cuộc                     | Bỏ cuộc                     | Bỏ cuộc                     | Bỏ cuộc                     | Bỏ cuộc       | Bỏ cuộc       |
| 1988                                            | Bỏ cuộc                  | Bỏ cuộc                  | Bỏ cuộc                  | Bỏ cuộc                  | Bỏ cuộc                  | Bỏ cuộc                  | Bỏ cuộc                  | Bỏ cuộc                  | Bỏ cuộc                  | Bỏ cuộc                     | Bỏ cuộc                     | Bỏ cuộc                     | Bỏ cuộc                     | Bỏ cuộc                     | Bỏ cuộc                     | Bỏ cuộc                     | Bỏ cuộc       | Bỏ cuộc       |
| 1992                                            | Bỏ cuộc                  | Bỏ cuộc                  | Bỏ cuộc                  | Bỏ cuộc                  | Bỏ cuộc                  | Bỏ cuộc                  | Bỏ cuộc                  | Bỏ cuộc                  | Bỏ cuộc                  | Bỏ cuộc                     | Bỏ cuộc                     | Bỏ cuộc                     | Bỏ cuộc                     | Bỏ cuộc                     | Bỏ cuộc                     | Bỏ cuộc                     | Bỏ cuộc       | Bỏ cuộc       |
| 1996                                            | Không vượt qua vòng loại | Không vượt qua vòng loại | Không vượt qua vòng loại | Không vượt qua vòng loại | Không vượt qua vòng loại | Không vượt qua vòng loại | Không vượt qua vòng loại | Không vượt qua vòng loại | Không vượt qua vòng loại | 2/3                         | 4                           | 2                           | 1                           | 1                           | 7                           | 6                           |               |               |
| 2000                                            | Vòng 1                   | 10/12                    | 3                        | 0                        | 2                        | 1                        | 3                        | 7                        | Đội hình                 | Tham dự với tư cách chủ nhà | Tham dự với tư cách chủ nhà | Tham dự với tư cách chủ nhà | Tham dự với tư cách chủ nhà | Tham dự với tư cách chủ nhà | Tham dự với tư cách chủ nhà | Tham dự với tư cách chủ nhà |               |               |
| 2004                                            | Không vượt qua vòng loại | Không vượt qua vòng loại | Không vượt qua vòng loại | Không vượt qua vòng loại | Không vượt qua vòng loại | Không vượt qua vòng loại | Không vượt qua vòng loại | Không vượt qua vòng loại | Không vượt qua vòng loại | 3/4                         | 6                           | 1                           | 1                           | 4                           | 2                           | 8                           |               |               |
| 2007                                            | Bỏ cuộc                  | Bỏ cuộc                  | Bỏ cuộc                  | Bỏ cuộc                  | Bỏ cuộc                  | Bỏ cuộc                  | Bỏ cuộc                  | Bỏ cuộc                  | Bỏ cuộc                  | Bỏ cuộc                     | Bỏ cuộc                     | Bỏ cuộc                     | Bỏ cuộc                     | Bỏ cuộc                     | Bỏ cuộc                     | Bỏ cuộc                     | Bỏ cuộc       | Bỏ cuộc       |
| 2011                                            | Không vượt qua vòng loại | Không vượt qua vòng loại | Không vượt qua vòng loại | Không vượt qua vòng loại | Không vượt qua vòng loại | Không vượt qua vòng loại | Không vượt qua vòng loại | Không vượt qua vòng loại | Không vượt qua vòng loại | 4/4                         | 8                           | 2                           | 1                           | 5                           | 8                           | 14                          |               |               |
| 2015                                            | Không vượt qua vòng loại | Không vượt qua vòng loại | Không vượt qua vòng loại | Không vượt qua vòng loại | Không vượt qua vòng loại | Không vượt qua vòng loại | Không vượt qua vòng loại | Không vượt qua vòng loại | Không vượt qua vòng loại | 3/4                         | 6                           | 2                           | 2                           | 2                           | 12                          | 14                          |               |               |
| 2019                                            | Vòng 1                   | 17/24                    | 3                        | 1                        | 0                        | 2                        | 4                        | 5                        | Đội hình                 | 2/5, 1/4                    | 14                          | 8                           | 3                           | 3                           | 26                          | 10                          |               |               |
| 2023                                            | Vòng 1                   | 19/24                    | 3                        | 0                        | 1                        | 2                        | 1                        | 5                        | Đội hình                 | 2/5                         | 6                           | 3                           | 1                           | 2                           | 11                          | 8                           |               |               |
| 2027                                            | Chưa xác định            | Chưa xác định            | Chưa xác định            | Chưa xác định            | Chưa xác định            | Chưa xác định            | Chưa xác định            | Chưa xác định            | Chưa xác định            | Chưa xác định               | Chưa xác định               | Chưa xác định               | Chưa xác định               | Chưa xác định               | Chưa xác định               | Chưa xác định               |               |               |
| Tổng                                            | Tốt nhất: vòng bảng      | 3/18                     | 9                        | 1                        | 3                        | 5                        | 8                        | 17                       | —                        | Tổng                        | 50                          | 20                          | 10                          | 20                          | 72                          | 68                          |               |               |
| \| Vô địch Á quân Hạng ba/Bán kết \| Chủ nhà \| |                          |                          |                          |                          |                          |                          |                          |                          |                          |                             |                             |                             |                             |                             |                             |                             |               |               |
| Vô địch Á quân Hạng ba/Bán kết                  | Chủ nhà                  |                          |                          |                          |                          |                          |                          |                          |                          |                             |                             |                             |                             |                             |                             |                             |               |               |

#### Á Vận Hội
- (Nội dung thi đấu dành cho cấp đội tuyển quốc gia cho đến kỳ Đại hội năm 1998)

| Thành tích tại Á vận hội | Thành tích tại Á vận hội | Thành tích tại Á vận hội | Thành tích tại Á vận hội | Thành tích tại Á vận hội | Thành tích tại Á vận hội | Thành tích tại Á vận hội | Thành tích tại Á vận hội |
| Năm                      | Thành tích               | Tr                       | T                        | H                        | B                        | BT                       | BB                       |
| ------------------------ | ------------------------ | ------------------------ | ------------------------ | ------------------------ | ------------------------ | ------------------------ | ------------------------ |
| 1951 đến 1994            | Không tham dự            | -                        | -                        | -                        | -                        | -                        | -                        |
| 1998                     | Vòng 2                   | 5                        | 2                        | 0                        | 3                        | 9                        | 7                        |
| Tổng cộng                | 1 lần: Vòng 2            | 5                        | 2                        | 0                        | 3                        | 9                        | 7                        |

### Cấp khu vực

#### Giải vô địch bóng đá Tây Á
| Thành tích tại Giải vô địch bóng đá Tây Á | Thành tích tại Giải vô địch bóng đá Tây Á | Thành tích tại Giải vô địch bóng đá Tây Á | Thành tích tại Giải vô địch bóng đá Tây Á | Thành tích tại Giải vô địch bóng đá Tây Á | Thành tích tại Giải vô địch bóng đá Tây Á | Thành tích tại Giải vô địch bóng đá Tây Á | Thành tích tại Giải vô địch bóng đá Tây Á |
| Năm                                       | Thành tích                                | Tr                                        | T                                         | H                                         | B                                         | BT                                        | BB                                        |
| ----------------------------------------- | ----------------------------------------- | ----------------------------------------- | ----------------------------------------- | ----------------------------------------- | ----------------------------------------- | ----------------------------------------- | ----------------------------------------- |
| 2000                                      | Vòng bảng                                 | 3                                         | 1                                         | 1                                         | 1                                         | 3                                         | 3                                         |
| 2002                                      | Vòng bảng                                 | 2                                         | 0                                         | 0                                         | 2                                         | 0                                         | 3                                         |
| 2004                                      | Vòng bảng                                 | 2                                         | 0                                         | 0                                         | 2                                         | 1                                         | 7                                         |
| 2007                                      | Vòng bảng                                 | 2                                         | 0                                         | 0                                         | 2                                         | 0                                         | 4                                         |
| 2008                                      | Bỏ cuộc                                   | -                                         | -                                         | -                                         | -                                         | -                                         | -                                         |
| 2010                                      | Không tham dự                             | -                                         | -                                         | -                                         | -                                         | -                                         | -                                         |
| 2012                                      | Vòng bảng                                 | 3                                         | 1                                         | 0                                         | 2                                         | 2                                         | 3                                         |
| 2014                                      | Vòng bảng                                 | 2                                         | 0                                         | 1                                         | 1                                         | 0                                         | 2                                         |
| 2019                                      | Vòng bảng                                 | 4                                         | 1                                         | 1                                         | 2                                         | 3                                         | 4                                         |
| Tổng cộng                                 | 6 lần vòng bảng                           | 18                                        | 3                                         | 3                                         | 12                                        | 9                                         | 25                                        |

#### Cúp bóng đá Ả Rập
| Thành tích tại Cúp bóng đá Ả Rập | Thành tích tại Cúp bóng đá Ả Rập | Thành tích tại Cúp bóng đá Ả Rập | Thành tích tại Cúp bóng đá Ả Rập | Thành tích tại Cúp bóng đá Ả Rập | Thành tích tại Cúp bóng đá Ả Rập | Thành tích tại Cúp bóng đá Ả Rập | Thành tích tại Cúp bóng đá Ả Rập |
| Năm                              | Thành tích                       | Tr                               | T                                | H                                | B                                | BT                               | BB                               |
| -------------------------------- | -------------------------------- | -------------------------------- | -------------------------------- | -------------------------------- | -------------------------------- | -------------------------------- | -------------------------------- |
| 1963                             | Hạng ba                          | 4                                | 2                                | 1                                | 2                                | 13                               | 43                               |
| 1964                             | Hạng tư                          | 4                                | 1                                | 1                                | 2                                | 4                                | 5                                |
| 1966                             | Hạng tư                          | 6                                | 3                                | 1                                | 2                                | 11                               | 10                               |
| 1985                             | Không tham dự                    | -                                | -                                | -                                | -                                | -                                | -                                |
| 1988                             | Vòng bảng                        | 4                                | 1                                | 2                                | 1                                | 2                                | 4                                |
| 1992                             | Không tham dự                    | -                                | -                                | -                                | -                                | -                                | -                                |
| 1998                             | Vòng bảng                        | 2                                | 0                                | 1                                | 1                                | 4                                | 4                                |
| 2002                             | Vòng bảng                        | 4                                | 1                                | 1                                | 2                                | 5                                | 7                                |
| 2012                             | Vòng bảng                        | 3                                | 0                                | 1                                | 2                                | 1                                | 4                                |
| 2021                             | Vòng bảng                        | 3                                | 1                                | 0                                | 2                                | 1                                | 3                                |
| Tổng cộng                        | 1 lần hạng ba                    | 30                               | 9                                | 7                                | 14                               | 38                               | 41                               |

## Cầu thủ

### Đội hình hiện tại
Dưới đây là đội hình 26 cầu thủ được triệu tập cho AFC Asian Cup 2023.
Số liệu thống kê tính đến ngày 22 tháng 1 năm 2024.
| Số | VT | Cầu thủ                     | Ngày sinh (tuổi)            | Trận | Bàn | Câu lạc bộ     |
| -- | -- | --------------------------- | --------------------------- | ---- | --- | -------------- |
| 1  | TM | Mehdi Khalil                | 19 tháng 9, 1991 (32 tuổi)  | 56   | 0   | Al-Faisaly     |
| 21 | TM | Mostafa Matar               | 10 tháng 9, 1995 (28 tuổi)  | 25   | 0   | Ahed           |
| 23 | TM | Ali Sabeh                   | 24 tháng 6, 1994 (29 tuổi)  | 9    | 0   | Nejmeh         |
|    |    |                             |                             |      |     |                |
| 3  | HV | Maher Sabra                 | 14 tháng 1, 1992 (31 tuổi)  | 21   | 1   | Nejmeh         |
| 4  | HV | Nour Mansour                | 22 tháng 10, 1989 (34 tuổi) | 67   | 3   | Ahed           |
| 5  | HV | Nassar Nassar               | 1 tháng 1, 1992 (32 tuổi)   | 20   | 0   | Ansar          |
| 6  | HV | Hussein Zein                | 27 tháng 1, 1995 (28 tuổi)  | 33   | 0   | Ahed           |
| 12 | HV | Robert Alexander Melki      | 14 tháng 11, 1992 (31 tuổi) | 29   | 0   | Ansar          |
| 13 | HV | Khalil Khamis               | 12 tháng 1, 1995 (29 tuổi)  | 5    | 0   | Ahed           |
| 18 | HV | Kassem El Zein              | 2 tháng 12, 1990 (33 tuổi)  | 43   | 1   | Nejmeh         |
| 26 | HV | Hassan Chaitou              | 16 tháng 6, 1991 (32 tuổi)  | 19   | 0   | Safa           |
|    |    |                             |                             |      |     |                |
| 2  | TV | Yahya El Hindi              | 24 tháng 9, 1998 (25 tuổi)  | 4    | 0   | Ansar          |
| 10 | TV | Mohamad Haidar              | 8 tháng 11, 1989 (34 tuổi)  | 92   | 5   | Ahed           |
| 14 | TV | Mouhammed-Ali Dhaini        | 1 tháng 3, 1994 (29 tuổi)   | 26   | 0   | Ansar          |
| 15 | TV | Jihad Ayoub                 | 30 tháng 3, 1995 (28 tuổi)  | 13   | 0   | PSS Sleman     |
| 16 | TV | Walid Shour                 | 10 tháng 6, 1996 (27 tuổi)  | 25   | 0   | Ahed           |
| 20 | TV | Ali Tneich                  | 16 tháng 7, 1992 (31 tuổi)  | 19   | 1   | Ansar          |
| 25 | TV | Hasan Srour                 | 18 tháng 12, 2001 (22 tuổi) | 12   | 0   | Ahed           |
|    |    |                             |                             |      |     |                |
| 7  | TĐ | Hassan Maatouk (đội trưởng) | 10 tháng 8, 1987 (36 tuổi)  | 119  | 23  | Ansar          |
| 8  | TĐ | Soony Saad                  | 17 tháng 8, 1992 (31 tuổi)  | 38   | 7   | Penang         |
| 9  | TĐ | Hilal El-Helwe              | 24 tháng 11, 1994 (29 tuổi) | 53   | 9   | Bourj          |
| 11 | TĐ | Omar Chaaban                | 3 tháng 1, 1994 (30 tuổi)   | 14   | 1   | AFC Wimbledon  |
| 17 | TĐ | Ali Al Haj                  | 2 tháng 2, 2001 (22 tuổi)   | 13   | 1   | Ahed           |
| 19 | TĐ | Daniel Kuri                 | 22 tháng 1, 1999 (24 tuổi)  | 7    | 0   | Atlante        |
| 22 | TĐ | Bassel Jradi                | 6 tháng 7, 1993 (30 tuổi)   | 23   | 2   | Bangkok United |
| 24 | TĐ | Gabriel Bitar               | 23 tháng 8, 1998 (25 tuổi)  | 5    | 0   | Vancouver FC   |

### Triệu tập gần đây
| Vt | Cầu thủ                    | Ngày sinh (tuổi)            | Số trận | Bt | Câu lạc bộ    | Lần cuối triệu tập              |
| -- | -------------------------- | --------------------------- | ------- | -- | ------------- | ------------------------------- |
| TM | Antoine Al Douaihy         | 18 tháng 3, 1999 (24 tuổi)  | 1       | 0  | Salam Zgharta | Training camp, December 2023    |
|    |                            |                             |         |    |               |                                 |
| HV | Mohammad El Hayek          | 19 tháng 2, 2000 (23 tuổi)  | 9       | 0  | Bourj         | Training camp, December 2023    |
| HV | Abdallah Moughrabi         | 14 tháng 8, 1995 (28 tuổi)  | 3       | 0  | Nejmeh        | v. Bangladesh, 21 November 2023 |
| HV | Said Awada                 | 7 tháng 11, 1992 (31 tuổi)  | 2       | 0  | Nejmeh        | v. Bangladesh, 21 November 2023 |
| HV | Maxime Aoun                | 4 tháng 3, 2001 (22 tuổi)   | 3       | 0  | Ansar         | 2023 SAFF Championship          |
| HV | Abdul Razzak Dakramanji    | 22 tháng 2, 2001 (22 tuổi)  | 3       | 0  | Tripoli       | 2023 SAFF Championship          |
| HV | Mohamad Baker El Housseini | 8 tháng 12, 2002 (21 tuổi)  | 2       | 0  | Bourj         | v. Oman, 27 March 2023          |
| HV | Andrew Sawaya              | 30 tháng 4, 2000 (23 tuổi)  | 1       | 0  | Safa          | v. Oman, 27 March 2023          |
|    |                            |                             |         |    |               |                                 |
| TV | George Felix Melki         | 23 tháng 7, 1994 (29 tuổi)  | 32      | 1  | Ahed          | v. Ả Rập Xê Út, 4 January 2024  |
| TV | Nader Matar                | 12 tháng 5, 1992 (31 tuổi)  | 67      | 3  | Ansar         | v. Bangladesh, 21 November 2023 |
| TV | Hassan Kourani             | 22 tháng 1, 1995 (28 tuổi)  | 9       | 1  | Nejmeh        | v. Bangladesh, 21 November 2023 |
| TV | Majed Osman                | 9 tháng 6, 1994 (29 tuổi)   | 6       | 1  | Dewa United   | v. Bangladesh, 21 November 2023 |
| TV | Mahdi Zein                 | 23 tháng 5, 2000 (23 tuổi)  | 15      | 1  | Nejmeh        | v. UAE, 17 October 2023         |
| TV | Ali Shaitou                | 5 tháng 10, 2002 (21 tuổi)  | 1       | 0  | Bourj         | 2023 SAFF Championship          |
|    |                            |                             |         |    |               |                                 |
| TĐ | Mohamad Kdouh              | 10 tháng 7, 1997 (26 tuổi)  | 27      | 6  | Safa          | Training camp, December 2023    |
| TĐ | Khalil Bader               | 27 tháng 7, 1999 (24 tuổi)  | 11      | 2  | Nejmeh        | Training camp, December 2023    |
| TĐ | Jackson Khoury             | 13 tháng 11, 2002 (21 tuổi) | 0       | 0  | Tormenta FC   | Training camp, December 2023    |
| TĐ | Leonardo Farah Shahin      | 10 tháng 8, 2003 (20 tuổi)  | 0       | 0  | Falkenberg    | Training camp, December 2023    |
| TĐ | Karim Darwich              | 2 tháng 11, 1998 (25 tuổi)  | 21      | 3  | Ahed          | v. Bangladesh, 21 November 2023 |
| TĐ | Zein Farran                | 21 tháng 7, 1999 (24 tuổi)  | 10      | 0  | Ahed          | 2023 SAFF Championship          |
| TĐ | Ali Markabawi              | 19 tháng 12, 2000 (23 tuổi) | 6       | 0  | Bourj         | 2023 SAFF Championship          |
| TĐ | Mohamad Omar Sadek         | 25 tháng 10, 2003 (20 tuổi) | 5       | 1  | Nejmeh        | 2023 SAFF Championship          |
| TĐ | Mohammad Nasser            | 16 tháng 10, 2001 (22 tuổi) | 0       | 0  | Safa          | Training camp, May 2023         |

## Huấn luyện viên trưởng
| Các huấn luyện viên trưởng đội tuyển Liban \| - 1993-1995: Adnan Al-Shargi - 1995-1997: Terry Yorath - 1997-1998: Mahmoud Saad - 1998-1999: Richard Tardy - 1999-2000: Josip Skoblar - 2000-2002: Theo Bücker - 2003-2004: Mahmoud Hamoud - 2004-2005: Mohammed Kwid - 2005-2005: Adnan Al-Shargi - 2005-2008: Samir Sa'ad - 2008-2011: Emile Rustom - 2011-2013: Theo Bücker - 2013-2015: Giuseppe Giannini - 2015-0000: Miodrag Radulović \| |
| - 1993-1995: Adnan Al-Shargi - 1995-1997: Terry Yorath - 1997-1998: Mahmoud Saad - 1998-1999: Richard Tardy - 1999-2000: Josip Skoblar - 2000-2002: Theo Bücker - 2003-2004: Mahmoud Hamoud - 2004-2005: Mohammed Kwid - 2005-2005: Adnan Al-Shargi - 2005-2008: Samir Sa'ad - 2008-2011: Emile Rustom - 2011-2013: Theo Bücker - 2013-2015: Giuseppe Giannini - 2015-0000: Miodrag Radulović                                                  |